# Statue-menhir du Plo du Mas-Viel
La statue-menhir du Plo du Mas-Viel est une statue-menhir appartenant au groupe rouergat découverte à Mounes-Prohencoux, dans le département de l'Aveyron en France.

## Historique
La statue-menhir a été découverte par Guy Carles en 1998 au lieu-dit Peyre Blanque/Le Plo lors d'un labour sur une ligne de crête. La statue-menhir est inscrite monument historique au titre d'objet depuis le 13 novembre 2019.  

## Description
La statue-menhir a été sculptée et gravée dans une dalle de grès permien d'origine locale. De la statue originelle, il ne demeure que le quart supérieur gauche, usé mais lisible, mesurant 0,62 m de hauteur sur 0,63 m de largeur et 0,15 m d'épaisseur. Le visage (yeux, nez) est en relief et comporte des traits verticaux (tatouages ?) de part et d'autre du nez. Le bras et la main gauche côté antérieur et un crochet-omoplate côté postérieure sont visibles. 
Le personnage comporte une hache et un arc au niveau du cœur côté recto et une partie de la bretelle du baudrier ou un pli du vêtement est encore visible côté verso.
Une copie de la statue a été dressée sur place.